# Запис телефонної розмови
Запис телефонної розмови (прослуховування) — це моніторинг телефонних та Інтернет-розмов третіми особами, часто прихованими засобами. Багато сучасних додатків та обладнання телефонії мають вбудовані інструменти активації запису розмови та можливості подальшого доступу до запису для прослуховування та використання в інших цілях.

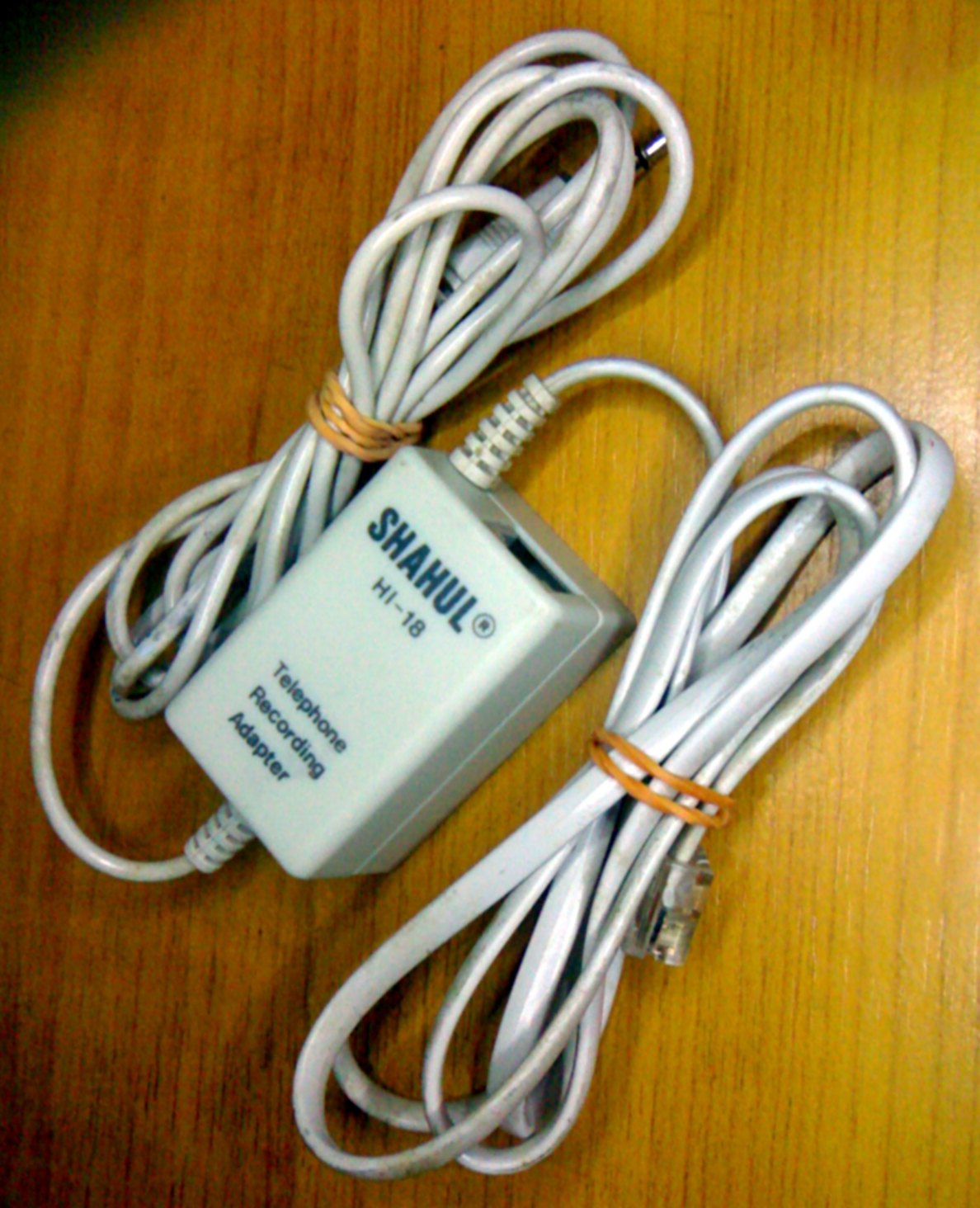
Адаптер для запису телефонної розмови. Гніздо для телефону підключене до настінної розетки, а контрольований телефон підключений до гнізда адаптера. Аудіо-роз'єм підключається до записуючого пристрою (комп'ютера, магнітофона тощо).

Запис всіх телефонних розмов дуже поширений в роботі операторів-телефоністів у кол-центрах. У зв'язку з високою потребою для бізнесу, функція запису телефонних розмов часто існує у ВАТС та IP-АТС для організацій.
Прослуховування бесіди з третіми особами — це вторгнення в приватне життя, а також записування розмови з клієнтом для бізнес-сектора може скласти комерційну таємницю. Тому в багатьох країнах світу запис розмови без попередження учасників про це є незаконним. Однак, для забезпечення оперативно-розвідницьких заходів за заявками органів державної безпеки, записування розмови може здійснюватися за допомогою устаткування оператора зв'язку в автоматичному режимі без повідомлення кінцевих користувачів або навіть без повідомлення самого оператора зв'язку (див. СОРМ, CALEA, ECHELON, Onyx).

## Правовий статус

### Сполучені Штати Америки
У США за Законом про нагляд за іноземними розвідками федеральні спецслужби можуть отримати дозвіл на прослуховування дзвінків з дозволу Спостережної ради з питань зовнішньої розвідки Сполучених Штатів та з таємним провадженням суду або за певних обставин від Генерального прокурора без судового наказу.
У більшості штатів США закони про запис телефонних розмов вимагають, щоб лише одна сторона знала про запис, тоді як 12 штатів вимагають це від обох сторін. Вважається найкращою практикою оголосити на початку дзвінка, що розмова записується.
Четверта поправка до Конституції Сполучених Штатів захищає права на конфіденційність, вимагаючи ордера на пошук особи. Проте телефонне прослуховування є предметом суперечок щодо порушень цього права. Є аргументи, що під час прослуховування ви посягаєте на особисту конфіденційність особи та, таким чином, порушуєте четверту поправку. Проте, з іншого боку, існують певні правила, які дозволяють прослуховування телефонних розмов. Крім того, закони про прослуховування телефонів відрізняються в залежності від стану, що робить ще важче визначити, чи порушується четверта поправка.

### Канада
У канадському праві поліції дозволяється прослуховування телефонних розмов без дозволу суду, коли існує ризик неминучої шкоди, наприклад, викрадення людей або загрози вибуху бомб. Вони повинні вірити, що перехоплення негайно необхідно запобігти незаконному вчиненню, який може завдати серйозної шкоди будь-якій особі або власності.
Правовий захист поширюється на «приватні комунікації», де учасники не очікують, що зміст спілкування буде вивчений. Один учасник може відкрито чи приховано записувати розмову.

### Україна
31 стаття Конституції України та 301, 302, 306 Цивільного кодексу гарантує кожному громадянину таємницю листування, телефонних розмов, телеграфної та іншої кореспонденції. Проте телефонна розмова може бути записана за згодою особи, яка використовує засоби комунікації. Людина обов'язково має бути попереджена, давши згоду на фіксацію розмови з нею
Без відома особи запис може бути здійснений правоохоронними органами лише за ухвалою слідчого судді, щоб запобігти злочину чи отримати свідчення під час розслідування кримінальної справи.
У разі порушення таємниці телефонної розмови настає кримінальна відповідальність за статтею 163 Кримінального кодексу України — порушення таємниці листування, телефонних розмов, телеграфної / іншої кореспонденції, що передається засобами зв'язку або через комп'ютер.